# اقتصاد هند
اقتصاد هند چهارمین اقتصاد بزرگ جهان است. هند با رشد اقتصادی متوسط ۸ درصد طی ۸ سال گذشته به یک قدرت اقتصادی تبدیل شده‌است. این میزان رشد نزدیک به رشد اقتصادی کشور همسایه آن چین است. بر اساس برابری قدرت خرید، اقتصاد هند اکنون چهارمین اقتصاد بزرگ جهان به‌شمار می‌آید. میلیون‌ها تن هنوز در فقر شدید زندگی می‌کنند و درآمد سرانه ۷۲۰ دلار آمریکا در سال است. مشکلات زیربنایی نیز در هند ادامه دارد.
اگرچه هنوز بیش از ۳۴٪ جمعیت هند کمتر از یک دلار در روز درآمد دارند (رتبه ۲۲ دنیا) و حدود ۸۰٪ مردم با کمتر از دو دلار در روز زندگی می‌کنند، (رتبه ۱۶دنیا) و بیش از۳۰۰میلیون نفر در زیر خط فقر زندگی می‌کنند، اما پیشرفت‌های اقتصادی عظیم این کشور در چند سال اخیر رشد اقتصادی هند را به رقم ۸٪ رسانده و کارشناسان پیش‌بینی می‌کنند، در سال‌های آینده هند به رشد اقتصادی ۱۰٪ در سال نیز نائل شود. 
اگر روزی، نام هند فقر و تنگدستی را به یاد می‌آورد، اکنون پیشرفت‌های اقتصادی و رنسانس علمی این کشور توجه همگان را به خود جلب کرده‌است. مدت‌هاست که سرمایه‌گذاری‌های عظیم خارجی در این کشور امری عادی به‌شمار می‌آید و فروش کالاهای هندی در بازارهای جهان به شدت افزایش یافته‌است.
کارشناسان سرآغاز پیشرفت‌های اقتصادی هند را سال ۱۹۹۱ می‌دانند. در این سال مانموهان سینگ وزیر دارایی هند، برنامه‌هایی را برای خروج کشور از اقتصاد برنامه‌ریزی شده به تصویب رساند و به تدریج به اجرا درآورد. از آن زمان به بعد به تدریج قوانین مالیاتیِ دست و پاگیر لغو شدند، قوانین صادرات و واردات کشور تعدیل شدند، امکان سرمایه‌گذاری خارجی فراهم آمد و امنیت سرمایه‌های داخلی تأمین شد. مانموهان سینگ اکنون نخست‌وزیر هند است و توسعه طرح‌هایی را که خود شروع کرده، ادامه می‌دهد.
تحلیل گران اقتصادی پیش‌بینی می‌کنند هند تا سال ۲۰۲۰ میلادی پس از آمریکا و چین سومین کشور صنعتی جهان باشد و درآمد سرانه کشور به ۵۰۰۰ دلار یعنی دوبرابر میزان فعلی برسد.
طبق سنجشی که طبق برابری قدرت خرید صورت گرفته، اقتصاد هند با داشتن تولید ناخالص داخلی GDP) ۶۱۱/۳) تریلیون دلار، در مقام چهارم را دارد.
طبق محاسبه بر اساس نرخ برابری ارزی با دلار آمریکا، تولید ناخالص داخلی این کشور با رسیدن به میزان ۸/۷۱۹ میلیارد دلار (۲۰۰۵)، در مقام بیستم را به خود اختصاص می‌دهد. در پایان سه‌ماهه اول سال ۲۰۰۶، اقتصادهند با رشد ۹/۸ درصدی تولید ناخالص داخلی، از نظر سرعت رشد دومین اقتصاد مهم جهان بود. با این حال تعداد بسیار بالای جمعیت باعث شده‌است درآمد سرانه طبق برابری قدرت خرید به ۳۳۰۰ دلار و بر طبق تولید ناخالص داخلی اسمی به ۷۱۴ دلار برسد.
اقتصاد هند، اقتصادی متنوع است و کشاورزی، صنایع دستی، نساجی، صنعت و گستره وسیعی از خدمات را در بر می‌گیرد. اگر چه هنوز دوسوم نیروی کار هند، درآمد خود را به‌طور مستقیم یا غیر مستقیم از بخش کشاورزی بدست می‌آورند، نقش بخش خدمات در اقتصاد هند اهمیت روزافزونی به خود گرفته‌است. آغاز عصر دیجیتال و خیل فراوان جمعیت تحصیلکرده و مسلط به زبان انگلیسی در هند، به تدریج اقتصاد این کشور را برای آندسته از شرکت‌های بین‌المللی که خدمات به مشتریان و پشتیبانی فنی خود را برونسپاری می‌کنند به یک مقصد مهم تبدیل کرده‌است. هند یکی از مهم‌ترین صادرکنندگان نیروی کار متخصص در زمینه‌های خدمات مالی و نرم‌افزاری و مهندسی نرم‌افزار است.
هند عمدتاً در طی دوران استقلالش، رویکردی سوسیالیستی نسبت به اقتصاد درپیش گرفته و بر مشارکت بخش خصوصی، بازرگانی خارجی و سرمایه‌گذاری مستقیم خارجی نظارتهای دولتی سختگیرانه‌ای را اعمال می‌کرد. با این حال در اوایل دهه نود، هند با درپیش‌گرفتن رویکرد اصلاحات اقتصادی و کاهش کنترل دولت بر تجارت و سرمایه‌گذاری خارجی، به تدریج بازار خود را باز کرد. خصوصی‌سازی صنایع دولتی و آزاد کردن برخی بخش‌ها به نفع مناع بخش خصوصی و خارجی، در میان بحث و جدل‌های سیاسی به کندی پیش رفته‌است.
هند در حال حاضر با مسئله آغاز رشد جمعیت و چالش کاستن از نابرابری اقتصادی و اجتماعی روبروست. اگرچه از آغاز استقلال، میزان فقر عمدتاً به خاطر انقلاب سبز و انجام اصلاحات اقتصادی کاهش چشمگیری یافته‌است، اما همچنان به عنوان یک معضل جدی پا برجاست.

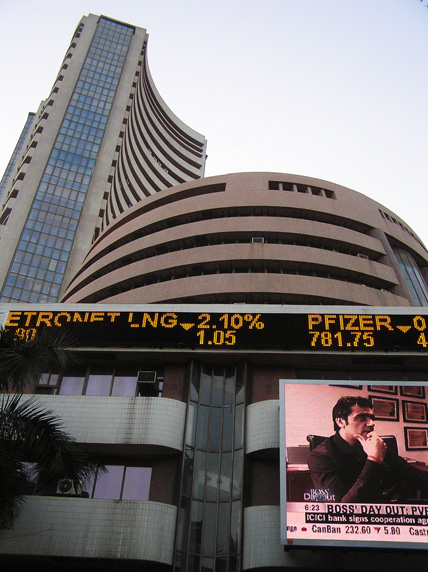
بورس اوراق بهادار بمبئی

## تاریخ
تاریخچه اقتصاد هند را می‌توان به سه دوره تقسیم کرد که دوره اول آن از دوران پیش از استعمار تا قرن هفدهم ادامه می‌یابد. دوران استعمار انگلیس از قرن هفدهم شروع می‌شود و با استقلال هند در سال ۱۹۴۷ پایان می‌گیرد. دوره سوم از سال ۱۹۴۷ تا حال حاضر ادامه دارد.
از سال ۱۹۹۰ تا کنون، هند به یکی از ثروتمندترین کشورهای در حال توسعه تبدیل شده‌است؛ در این مدت اقتصاد این کشوربه استثنای چند عقب‌گرد کوچک همواره رشدی چشمگیر داشته‌است. این رشد با مؤلفه‌هایی همچون افزایش امید به زندگی، میزان باسوادی و امنیت غذایی همراه شده‌است.
شکست در تجزیه (خطای lexing): «اقتصاد هند» چهارمین اقتصاد بزرگ جهان است. هند با رشد اقتصادی متوسط ۸ درصد طی ۸ سال گذشته به یک قدرت اقتصادی تبدیل شده‌است. این میزان رشد نزدیک به رشد اقتصادی کشور همسایه آن «چین» است. بر اساس برابری قدرت خرید، اقتصاد هند اکنون چهارمین اقتصاد بزرگ جهان به‌شمار می‌آید. میلیون‌ها تن هنور در فقر شدید زندگی می‌کنند و درآمد سرانه ۷۲۰ دلار آمریکا در سال است. مشکلات زیربنایی نیز در هند ادامه دارد.
اگرچه هنوز بیش از ۳۴٪ جمعیت هند کمتر از یک دلار در روز درآمد دارند (رتبه ۲۲ دنیا) و حدود ۸۰٪ مردم با کمتر از دو دلار در روز زندگی می‌کنند (رتبه ۱۶دنیا) و بیش از۳۰۰میلیون نفر در زیر خط فقر زندگی می‌کنند اما پیشرفت‌های اقتصادی عظیم این کشور در چند سال اخیر رشد اقتصادی هند را به رقم ۸٪ رسانده و کارشناسان پیش‌بینی می‌کنند در سال‌های آینده هند به رشد اقتصادی ۱۰٪ در سال نیز نائل شود.
اگر روزی، نام هند فقر و تنگدستی را به یاد می‌آورد، اکنون پیشرفت‌های اقتصادی و رنسانس علمی این کشور توجه همگان را به خود جلب کرده‌است.[نیازمند منبع] مدت‌هاست که سرمایه‌گذاری‌های عظیم خارجی در این کشور امری عادی به‌شمار می‌آید و فروش کالاهای هندی در بازارهای جهان به شدت افزایش یافته‌است.
کارشناسان سرآغاز پیشرفت‌های اقتصادی هند را سال ۱۹۹۱ می‌دانند. در این سال مانموهان سینگ وزیر دارایی هند، برنامه‌هایی را برای خروج کشور از اقتصاد برنامه‌ریزی شده به تصویب رساند و به تدریج به اجرا درآورد. از آن زمان به بعد به تدریج قوانین مالیاتیِ دست و پاگیر لغو شدند، قوانین صادرات و واردات کشور تعدیل شدند، امکان سرمایه‌گذاری خارجی فراهم آمد و امنیت سرمایه‌های داخلی تأمین شد. مانموهان سینگ اکنون نخست‌وزیر هند است و توسعه طرح‌هایی را که خود شروع کرده، ادامه می‌دهد. تحلیل گران اقتصادی پیش‌بینی می‌کنند هند تا سال ۲۰۲۰ میلادی پس از آمریکا و چین سومین کشور صنعتی جهان باشد و درآمد سرانه کشور به ۵۰۰۰ دلار یعنی دوبرابر میزان فعلی برسد.
طبق سنجشی که طبق برابری قدرت خرید صورت گرفته، اقتصاد هند با داشتن تولید ناخالص داخلی (GDP) ۶۱۱/۳ تریلیون دلار، در مقام چهارم را دارد. [۱] طبق محاسبه بر اساس نرخ برابری ارزی با دلار آمریکا، تولید ناخالص داخلی این کشور با رسیدن به میزان ۸/۷۱۹ میلیارد دلار (۲۰۰۵)، در مقام بیستم را به خود اختصاص می‌دهد. [۱]در پایان سه‌ماهه اول سال ۲۰۰۶، اقتصادهند با رشد ۹/۸ درصدی تولید ناخالص داخلی[۲]، از نظر سرعت رشد دومین اقتصاد مهم جهان بود. با این حال تعداد بسیار بالای جمعیت باعث شده‌است درآمد سرانه طبق برابری قدرت خرید به ۳۳۰۰ دلار و بر طبق تولید ناخالص داخلی اسمی به ۷۱۴ دلار برسد. [۱]
اقتصاد هند، اقتصادی متنوع است و کشاورزی، صنایع دستی، نساجی، صنعت و گستره وسیعی از خدمات را در بر می‌گیرد. اگر چه هنوز دوسوم نیروی کار هند، درآمد خود را به‌طور مستقیم یا غیر مستقیم از بخش کشاورزی بدست می‌آورند، نقش بخش خدمات در اقتصاد هند اهمیت روزافزونی به خود گرفته‌است. آغاز عصر دیجیتال و خیل فراوان جمعیت تحصیلکرده و مسلط به زبان انگلیسی در هند، به تدریج اقتصاد این کشور را برای آندسته از شرکت‌های بین‌المللی که خدمات به مشتریان و پشتیبانی فنی خود را برونسپاری می‌کنند به یک مقصد مهم تبدیل کرده‌است. هند یکی از مهم‌ترین صادرکنندگان نیروی کار متخصص در زمینه‌های خدمات مالی و نرم‌افزاری و مهندسی نرم‌افزار است.
هند عمدتاً در طی دوران استقلالش، رویکردی سوسیالیستی نسبت به اقتصاد درپیش گرفته و بر مشارکت بخش خصوصی، بازرگانی خارجی و سرمایه‌گذاری مستقیم خارجی نظارتهای دولتی سختگیرانه‌ای را اعمال می‌کرد. با این حال در اوایل دهه نود، هند با درپیش‌گرفتن رویکرد اصلاحات اقتصادی و کاهش کنترل دولت بر تجارت و سرمایه‌گذاری خارجی، به تدریج بازار خود را باز کرد. خصوصی‌سازی صنایع دولتی و آزاد کردن برخی بخش‌ها به نفع مناع بخش خصوصی و خارجی، در میان بحث و جدل‌های سیاسی به کندی پیش رفته‌است.
هند در حال حاضر با مسئله آغاز رشد جمعیت و چالش کاستن از نابرابری اقتصادی و اجتماعی روبروست. اگرچه از آغاز استقلال، میزان فقر عمدتاً به خاطر انقلاب سبز و انجام اصلاحات اقتصادی کاهش چشمگیری یافته‌است، اما همچنان به عنوان یک معضل جدی پا برجاست.
بورس اوراق بهادار بمبئی فهرست مندرجات [نهفتن]
۱ تاریخ
۲ فعالیت‌های اقتصادی دولت
۲٫۱ برنامه‌ریزی دولتی و اقتصاد مختلط
۲٫۲ هزینه‌های عمومی
۲٫۳ دریافتی‌های دولتی
۲٫۴ بودجه همگانی
۳ پول هندوستان
۴ شناسگرها
۵ جمعیت‌شناسی
۶ جغرافیا و منابع طبیعی
۷ زیرساخت‌ها
۸ سیاست.
۹ نهادهای مالی
۱۰ بخش‌ها
۱۰٫۱ کشاورزی
۱۰٫۲ صنعت
۱۰٫۳ بخش خدمات
۱۰٫۴ بخش بانکی و مالی
۱۱ ویژگی‌های اجتماعی- اقتصادی
۱۱٫۱ فقر
۱۱٫۲ فساد
۱۱٫۳ اشتغال و بیکاری
۱۱٫۴ عدم توازن منطقه‌ای
۱۲ تجارت خارجی و سرمایه‌گذاری در هندوستان
۱۳ همچنین مراجعه شود به
۱۴ پانویس
۱۵ منابع و پیوند به بیرون
۱۵٫۱ کتاب‌ها
۱۵٫۲ مقالات
۱۵٫۳ انتشارات دولتی
۱۵٫۴ اخبار
۱۵٫۵ مقالات
۱۵٫۶ دیگر لینکها

## فعالیت‌های اقتصادی دولت

### برنامه‌ریزی دولتی و اقتصاد مختلط
پس از استقلال، هند برای دستیابی مؤثرتر و عادلانه‌تر به منابع ملی و توسعه همه‌جانبه اقتصادی، به برنامه‌ریزی اقتصادیمرکزی روی آورد. روند تنظیم و جهت‌دهی برنامه‌های پنج ساله توسط کمیته‌ای به ریاست نخست‌وزیر هند انجام می‌گیرد. فهرست معاونان رؤسای کمیته برنامه‌ریزی هند

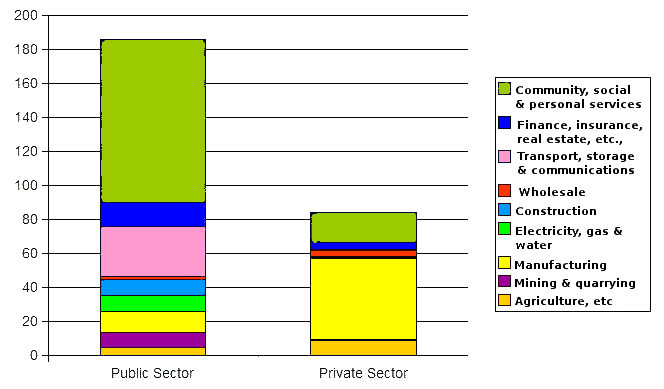
تعداد افرادی که در مشاغل غیر کشاورزی بخش‌های خصوصی و دولتی کار می‌کنند رند می‌شود. داده‌های بخش خصوصی به سازمان‌های غیرکشاورزی که ۱۰ نفر یا بیشتر از آن کارمند دارند مربوط می‌شود.

اقتصاد مختلط هند ویژگی‌های اقتصاد سرمایه‌داری بازار و اقتصاد دستوری سوسیالیسم را با هم درآمیخته اما طی دهه اخیر بیشتر به سمت نوع اول گرایش پیدا کرده‌است. بخش دولتی عمدتاً حوزه‌هایی را در بر می‌گیرد که یا بسیار مهم هستند یا آنقدر سودآور نیستند که با سپردن آن‌ها به بازار منفعت چشمگیری بدست آورد، مثل خدمات راه‌آهن و سیستم پست.
از زمان استقلال، حوزه‌هایی همچون بانکداری دولتی می‌شدند ولی اخیراً خصوصی‌سازی این حوزه‌ها آغاز شده‌است.

### هزینه‌های عمومی
هزینه‌های عمومی هند به دو دسته هزینه‌های توسعه، از جمله هزینه برنامه مرکزی و کمک‌های مرکزی، و هزینه‌های غیر توسعه‌ای طبقه‌بندی می‌شود. هر یک از این دو دسته را می‌توان به هزینه‌های سرمایه‌ای و هزینه‌های درآمدی تقسیم‌بندی کرد. هزینه‌های برنامه مرکزی به طرح‌های توسعه‌ای که در برنامه‌های دولت مرکزی و تعهدات بخش دولتی عنوان شده‌اند تخصیص داده می‌شود؛ منظور از کمک مرکزی، آندسته از کمک‌های مالی است که برای طرح‌های دولت‌های ایالتی و قلمروهای اتحادیه‌ای اعطا می‌شود. هزینه‌های سرمایه‌ای غیر توسعه‌ای به هزینه‌های سرمایه دفاع، وام به شرکت‌های دولتی، ایالت‌ها و قلمروهای اتحادیه‌ها و دولت‌های خارجی را در بر می‌گیرد؛ هزینه‌های درآمدی غیر توسعه‌ای، هزینه‌های درآمدی دفاع، هزینه‌های اداری، یارانه‌ها، بخشش بدهی کشاورزان، کسری پست، مستمریها، خدمات اجتماعی و اقتصادی (آموزش، بهداشت، کشاورزی، علم و فناوری) و مبالغ اعطایی به ایالت‌ها، قلمروهای اتحادیه‌ای و دولت‌های خارجی را در بر می‌گیرد.

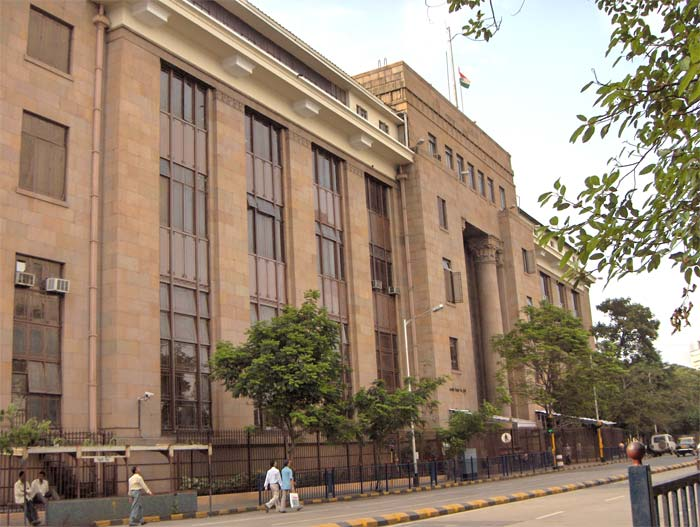
ساختمان اصلی بانک مرکزی هند، the Reserve Bank of India، در مومبای.

در فاصله سال‌های ۲۰۰۳ تا ۲۰۰۴، هزینه‌های درآمدی غیر توسعه‌ای نسبت به سال ۱۹۹۰ تا ۱۹۹۱ پنج برابر و نسبت به ۱۹۸۵ تا ۱۹۸۶ بیش از ده برابر شد. پرداخت بهره‌ها بزرگ‌ترین بخش از هزینه‌ها را تشکیل می‌دهند و در بودجه سال ۲۰۰۳–۲۰۰۴، ۴۰ درصد از کل هزینه‌های غیر توسعه‌ای را تشکیل می‌دادند. در پی بالا گرفتن تنش‌های منطقه‌ای که بین هند و پاکستان بر سر جامو و کشمیر و نیز تلاش برای مدرن‌سازی ارتش، در مدت مذکور هزینه‌های نظامی هند چهار برابر شد. هزینه‌های اداری با صورتحساب‌هایحقوق ومستمری که هر از چندگاه به دلیل بازنگری در میزان حقوقها یا حق خانواده و غیره افزایش می‌یابند، تلفیق شده‌اند. یارانه‌های غذا، کود، آموزش ومواد نفتی و سایر یارانه‌های استحقاقی و غیر استحقاقی نه تنها مرتباً به دلیل افزایش قیمت مواد غذایی و نفت خام افزایش می‌یابند، بلکه به خاطر ضرورت‌های سیاسی محدود کردن آن‌ها دشوارتر است.

### دریافتی‌های دولتی
ساختار مالیاتی هند سه لایه‌است که در آن قانون اساسی به دولت اتحادیه‌ای این قدرت را داده‌است که تا مالیات بردرآمد، مالیات بر تراکنش‌های سرمایه‌ای (مالیات بر دارایی، مالیات بر ارث، مالیات بر هبه)، مالیات بر فروش، مالیات خدمات و عوارض و مالیات گمرکی وضع کند و به دولت‌های ایالتی این اختیار را داده تا مالیات بر فروش بین ایالتی کالاها، سرگرمی و مشاغل، مالیات غیر مستقیم بر تولید الکل، عوارض تمبر در انتقال دارایی‌ها وضع کنند و درآمدهای زمین‌ها (زمین‌های تحت تملک) را وصول کنند. دولت‌های محلی از طرف دولت ایالتی اختیار دارند تا مالیات مستقلات و مالیات دم دروازه وضع کنند و هزینه تسهیلات عمومی همچون تأمین آب، فاضلاب و غیره را از مصرف‌کنندگان دریافت کنند. بیش از نیمی از درآمدهای دولت‌های ایالتی و اتحادیه‌ای از محل مالیات تأمین می‌شود که نیمی از آن مالیات غیرمستقیم است. بیش از یک چهارم درآمدهای مالیاتی دولت اتحادیه‌ای با دولت‌های ایالتی تقسیم می‌شود.

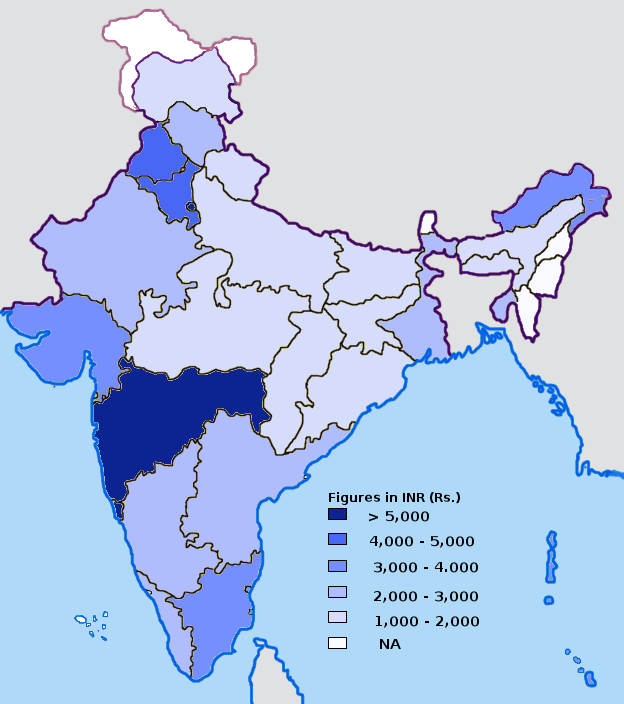
سرانه تولید ناخالص ملی (در ایالت‌های مختلف هند ۱۹۹۷–۱۹۹۸. (مناطق بارنگ تاریک تر سرانه بالاتری دارند)

اصلاحات مالیاتی که در سال ۱۹۹۱ آغاز شده بود، به دنبال این بود تا با در پیش گرفتن راه‌های زیر ساختار مالیاتی را بهینه‌سازی کرده و پیروی از آن را افزایش دهد:
- کاهش نرخ مالیات بر درآمد اشخاص و شرکتها، مالیات‌های غیرمستقیم و عوارض گمرکی و مترقی‌تر کردن آنها
- کاهش معافیت‌ها اعطای امتیازات
- تسهیل قوانین و رویه‌ها
- بکارگیری شماره حساب دائم برای پیگیری تراکنش‌های پولی
- در اول آوریل سال ۲۰۰۵، از ۲۹ ایالت ۲۱ ایالت مالیات بر ارزش افزوده را بکار گرفتند تا جایگزین سیستم پیچیده و چندگانه مالیات بر فروش شود.[۱۰][۱۲]

درآمدهای غیر مالیاتی دولت مرکزی از محل خدمات مالی، بهره دریافتی‌ها، سود سهام بخش دولتی و غیره تأمین می‌شود درحالیکه درآمدهای غیر مالیاتی ایالت‌ها از مبالغ اعطایی توسط دولت مرکزی، بهره دریافتی‌ها، سودسهام و درآمدهای همگانی و خدمات اقتصادی و اجتماعی تأمین می‌شود.
سهم بین ایالتی در منابع مشترک مالیات فدرال، بر اساس توصیه‌های کمیسیون مالی به رئیس‌جمهور تعیین می‌شود.

### بودجه همگانی
در آخرین روز کاری ماه فوریه، وزیر دارایی هند، بودجه اتحادیه‌ای سالانه را به مجلسارائه می‌کند. این بودجه باید پیش از به اجرا درآمدن در اول آوریل یعنی آغاز سال مالی هند، توسط لوک سابها به تصویب برسد. پیش از بودجه اتحادیه‌ای، بررسی اقتصادی صورت می‌گیرد که در آن جهت‌گیری کلی بودجه و عملکرد اقتصادی کشور در سال مالی گذشته به‌طور مختصر بیان شده‌است.
بودجهِ اتحادیه‌ای هند برای بودجهِ اتحادیه‌ای هند (۰۶–۲۰۰۵)|۰۶–۲۰۰۵ معادل ۵٫۱۴٫۳۴۴ کرور روپیه برابر با ۱۱۸ میلیارد دلار بود. عواید مالیاتی هند معادل ۲٫۷۳٫۴۶۶ کرور روپیه (۶۳ میلیارد دلار) است. کسری بودجه هند معادل ۵/۴٪ برابر با ۱٫۳۹٫۲۳۱ کرور (۳۲ میلیارد دلار) است.

## پول هندوستان
بودجه همگانی
در آخرین روز کاری ماه فوریه، وزیر دارایی هند، بودجه اتحادیه‌ای سالانه را به مجلس ارائه می‌کند. این بودجه باید پیش از به اجرا درآمدن در اول آوریل یعنی آغاز سال مالی هند، توسط لوک ساب‌ها به تصویب برسد. پیش از بودجه اتحادیه‌ای، بررسی اقتصادی صورت می‌گیرد که در آن جهت‌گیری کلی بودجه و عملکرد اقتصادی کشور در سال مالی گذشته به‌طور مختصر بیان شده‌است.
بودجهِ اتحادیه‌ای هند برای بودجهِ اتحادیه‌ای هند (۰۶–۲۰۰۵)|۰۶–۲۰۰۵ معادل ۵٫۱۴٫۳۴۴ کرور روپیه برابر با ۱۱۸ میلیارد دلار بود. عواید مالیاتی هند معادل ۲٫۷۳٫۴۶۶ کرور روپیه (۶۳ میلیارد دلار) است. کسری بودجه هند معادل ۵/۴٪ برابر با ۱٫۳۹٫۲۳۱ کرور (۳۲ میلیارد دلار) است.[۱۲]
نوشتار مرتبط: دولت هند
[ویرایش] پول هندوستان

## جمعیت‌شناسی
هند با جمعیت معادل ۱٫۰۹۵ میلیارد نفر دومین کشور پرجمعیت در جهان است و یک ششم کل افراد جهان در این کشور قرار دارند. نرخ رشد جمعیت هند علی‌رغم کاهش نرخ مرگ ومیر به دلیل بهبود وضعیت سلامتی، از رقم سالانهِ ۱۵/۲ درصد (۸۱–۱۹۵۱) به سطح ۳۸/۱ درصد در سال (۶–۲۰۰۵) رسید.
این جمعیت زیاد فشارهای بسیاری بر زیرساخت و خدمات اجتماعی وارد می‌سازد. عامل مثبت در این ارتباط تعداد بالای افراد آماده بکار است که ۳۳/۴۵ درصد از جمعیت هند را شامل می‌شود، و طبق پیش‌بینی‌ها به دلیل کاهش نسبت وابستگی این رقم همچنان افزایش می‌یابد. افزایش سواد، مراقبتهای بهداشتی بهتر و خودکفایی در تولید مواد خوراکی در سال‌های اخیر متضمن این شده‌است که این تعداد بالای جمعیت مشکل جدیای ایجاد نمی‌کند. بازار کار داخلی هند از زمان تصویب لایحهِ پرداخت نیروی کار در سال ۱۹۲۳ تحت نظارت شدید دولت هند بوده‌است.

## جغرافیا و منابع طبیعی

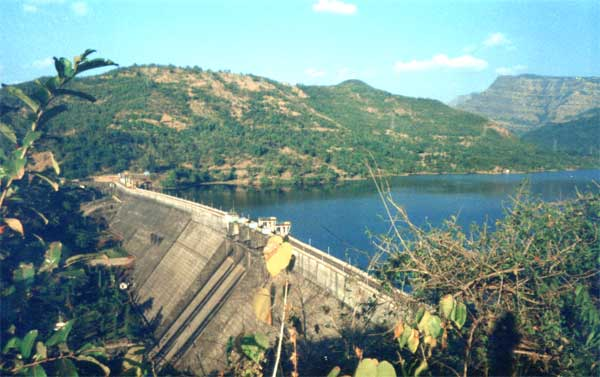
این گونه سدها انرژی موردنیاز هند را تأمین می‌کند.

جغرافیای هند بسیار گسترده‌است و کوه، بیابان، دشت، تپه و فلات را شامل می‌شود و آب و هوای این کشور از حاره‌ای در مناطق جنوبی تا آب و هوای معتدل در شمال متغیر است. مساحت ناحیهِ قابل کشت هند ۱٫۲۶۹٫۲۱۹ کیلومتر مربع (۷۸/۵۶٪ کل مساحت کشور) است که به دلیل افزایش فشار از سوی جمعیت روبه رشد کشور و افزایش زندگی شهری رو به کاهش است.
سطح نواحی پوشیده از آب در هند معادل ۳۱۴٫۴۰۰ km² است و میانگین باران سالانه در این کشور ۱٫۱۰۰ میلی‌لیتر است. بیش از ۹۲ درصد استفادهِ آب در هند برای مصارف آب‌رسانی است که در سال ۱۹۷۴ حدود ۳۸۰ کیلومتر مربع بود و بر اساس پیش‌بینی‌ها تا سال ۲۰۲۵ به سقف ۱٫۰۵۰ کیلومتر مربع می‌رسد که برابر با مصارف صنعتی و خانگی است. منابع آبی هند شامل رودخانه‌ها، کانال‌ها، آبگیرها، دریاچه‌ها و سواحل غربی و شرقی اقیانوس هند و سایر خلیج‌ها و خلیج کوچک برای بیش از ۶ میلیون نفر در بخش ماهیگیری اشتغال ایجاد کرده‌اند. هند ششمین کشور تولیدکنندهِ ماهی در سطح جهان و دومین تولیدکنندهِ ماهی بومی در سطح جهان است.
منابع اصلی مواد معدنی هند شامل زغال‌سنگ (از لحاظ میزان ذخایر در سطح چهارم جهان قرار دارد) آهن، منگنز، میکا، بوکسیت، تیتانیوم، کرومیت، گاز طبیعی، الماس، نفت خام، سنگ آهک، توریوم (بیشترین در جهان در سواحل استان کرالا) می‌باشد. ذخایر نفت هند که در بمبئیهای در ساحل ماهاراشترا، گجرات و در شرق آسام وجود دارند، بیش از ۲۵٪ از نیازهای داخل را برطرف می‌کنند.

## زیرساخت‌ها

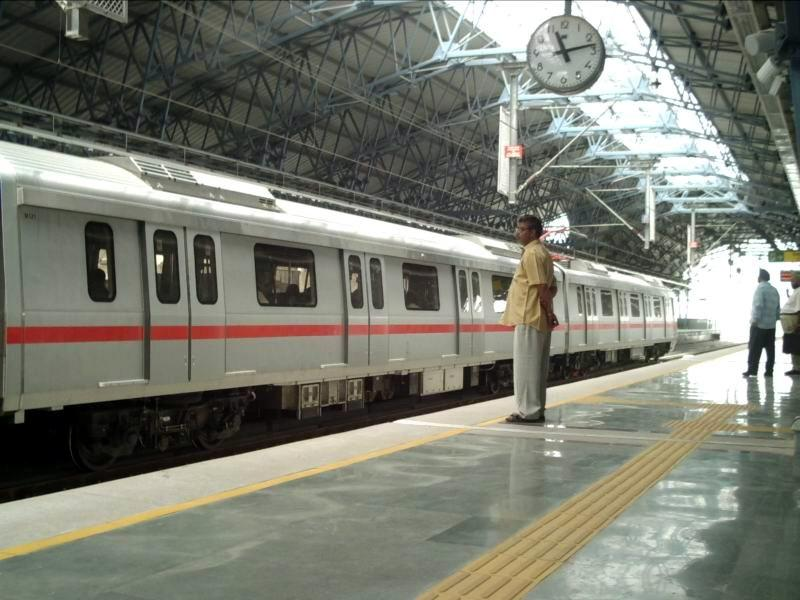
تصویر نشاندهندهِ متروی دهلی نو است که از سال ۲۰۰۲ کار خود را آغاز کرده‌است و به عنوان مدلی برای سایر متروها در نظر گرفته می‌شود.

از زمان استقلال تقریباً بیش از نیمی از برنامه‌های پنج سالهِ هند به زیرساخت اختصاص داده شده‌است. بیشتر سرمایه‌ها در پروژه‌های عظیم در زمینه آب رسانی، انرژی، حمل و نقل، ارتباطات و بخش‌های اجتماعی صرف شد. توسعهِ زیرساخت‌ها کاملاً در دست بخش دولتی بود و فساد، بی‌کفایتی اداری، تعصبات شهری و ناتوانی در تخصیص سرمایه از جمله عواملی بودند که بر این روند تأثیر داشتند.
میزان کم صرف هزینهِ هند برای بخش‌های انرژی، ساخت و ساز، حمل و نقل، مخابرات و مستغلات که معادل ۳۱ میلیارد دلار برابر با ۶٪ تولیدات خالص داخلی بود در مقایسه با چین که در سال ۲۰۰۳ بیش از۲۶۰ میلیارد دلار برابر با ۲۰٪ تولیدات خالص داخلی صرف این بخش‌ها کرد، از جمله موانع ادامهِ رشد اقتصادی ۸ درصدی این کشور است.
هند حدود ۷۰ درصد از انرژی مورد نیاز خود را وارد می‌کند خروج از این شرایط جز با استفاده از منابع جایگزین از جمله انرژی خورشیدی اتفاق نمی‌افتد و در آینده نزدیک نمی‌توان روی آن حساب کرد.
این شرایط باعث شده دولت هند تا حدودی درهای سرمایه‌گذاری در این بخش را به روی بخش‌های خصوصی و سرمایه‌گذاری خارجی باز کند. هند از لحاظ ساخت ریلی در مکان دوم جهان قرار دارد و ساخت ریلی آن دو برابر چین است. . در ۳۱ دسامبر سال ۲۰۰۵ بیش از ۸۳۵ هزار خطوط پرسرعت در هند وجود داشتند. تراکم مخابراتی پایین مانع اصلی دررشد خدمات مربوط به خطوط پرسرعت است. بیش از ۷۶٪ از خطوط پرسرعت از طریق DSL و مابقی از طریق مدم است.

## سیاست
هند که یک جمهوری فدرال است از زمان استقلال دولت مردم‌سالار داشته‌است. سیاست هند تحت قبضهِ میانه-چپ، کنگره ملی هند (INC)، راستی‌ها، حزب (Bharatiya Janata BJP)، چپی‌هاحزب کمونیست هند و تعدادی حزب منطقه‌ای که یا میانه-راست هستد یا میانه-چپ می‌باشند. با وجود طیف سیاسی گسترده و مختلف این احزاب، لزوم تشکیل دولت ائتلافی برای ایجاد حکومت، افزایش افراد طبقهِ اجتماعی متوسط که خواستار لیبرال شدن وکنترل کسری سالانه خصوصاً در سطوح دولتی هستند، به این معنا است که تمامی احزاب سیاسی دیدی متعادل نسبت به اصلاحات اقتصادی دارند.

## نهادهای مالی

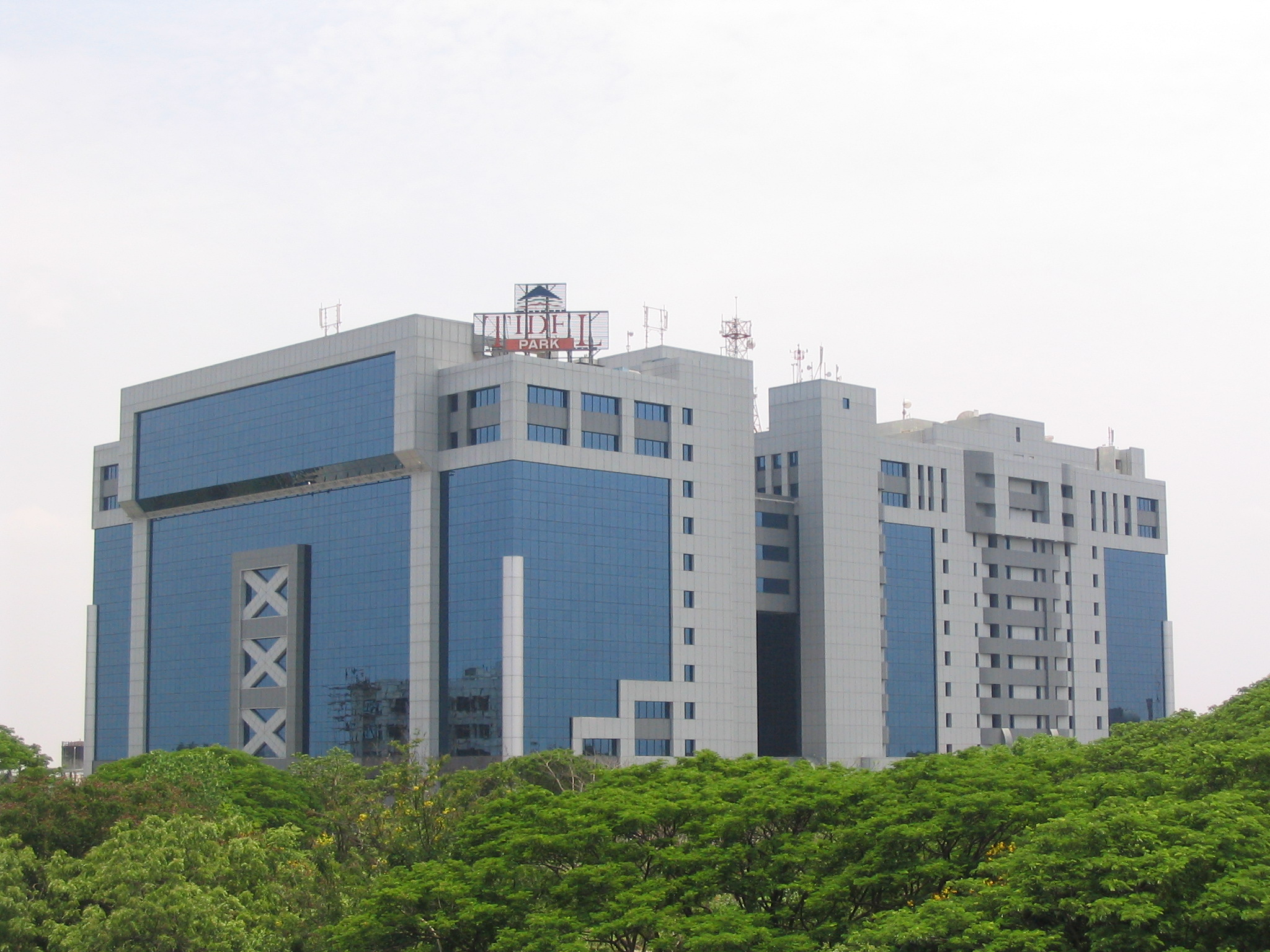
India has set up Special Economic Zones and software parks that offer tax benefits and better infrastructure to set up business.Pictured here is the Tidel Park in چنای، one of the largest software parks in India.

در زمان استقلال، هند چندین نهاد مانند خدمات کشوریبانک مرکزی خطوط راه‌آهن و غیره را از حاکمان انگلیسی به ارث برد. بمبئی باداشتن بانک مرکزی هند(RBI)، بازار بورس بمبئی[ (BSE) و بورس ملی(NSE) در واقع مرکز تجاری هند است. ادارات مرکزی بسیاری از نهادهای مالی نیز در این شهر واقع هستند.
بانک مرکزی کشور، RBI در تاریخ ۱ آوریل سال ۱۹۳۵ تأسیس شد. این بانک متصدی امور مالی کشور و نظارت و تنظیم سیستم مالی هند و همچنین کنترل ارز و صدور پول می‌باشد. RBI به‌وسیلهِ یک هیئت مرکزی اداره می‌شود که در راس آن یک مأمور دولتی که توسط دولت هند انتخاب شده قرار دارد.
BSEسنسکس یا شاخص اندازهِ BSE در واقع یک شاخص ارزشی متشکل از ۳۰ شرکت است که آوریل ۱۹۷۹ سال پایهِ آن است(۱۰۰). این شرکت‌ها دارای بیشترین و فعال‌ترین سهام تجاری هستند و نمایندهِ بخش‌های مختلف در بورس هستند. این شرکت‌ها تقریباً یک‌پنجم کل دارایی سرمایه‌ای BSE را تشکیل می‌دهند. سنسکس در حال حاضر دقیق‌ترین و مشورترین شاخص بازار بورس هند است. بورس ملی هند که در سال ۱۹۹۲ تأسیس شد، یکی از بزرگ‌ترین و پیشرفته‌ترین بازارهای بورس هند است. از لحاظ میزان مبادلات NSE در مکان سوم جهان قرار دارد. در مجموع ۲۳ بازار بورس در هند وجود دارند که ۸۳٪ از حجم آن‌ها مربوط به دو بازار بورس مهم BSE وNSE است. هیئت بورس و اوراق بهادار هند (SEBI),، که در سال ۱۹۹۲ گشایش یافت، قوانین بازار بورس و سایر بازارهای اوراق بهادار هند را تنظیم می‌کند.

## بخش‌ها

### صنعت
هند در لیست کشورها به ترتیب بازده صنعتی در مکان چهاردهم سطح جهان قرار دارد. تلاش‌های هماهنگ در جهت]]صنعتی شدن توسط دولت با هدف خودکفایی در تولید و مصونیت در مقابل رقبای خارجی برای بیش از چهار دهه از زمان استقلال، باعث ایجاد یک زیرساخت صنعتی متنوع (اگرچه کوچک) شده‌است. صنعت به تنهایی ۲۷٪ درصد تولیدات خالص داخلی را شامل می‌شود و بیش از ۱۷٪ از نیروی کار در این بخش مشغول هستند. اصلاحات اقتصادی در هند باعث ایجاد رقابت با خارجی‌ها شد و این امر به خصوصی شدن برخی صنایع بخش دولتی انجامید و درهای بخش‌هایی را که قبلاً در انحصار بخش‌های دولتی بود گشود و در نهایت منجر به افزایش تولید کالاهای مصرفی پرمصرف شد.
پس از لیبرال شدن هند، بخش خصوصی این کشور که غالباً در انحصار چندقطبی کارخانه‌های خانوادگی قدیمی بود و برای شکوفا شدن به ارتباطات سیاسی وابسته بود، با رقابت خارجی شامل تهدیدات ورود کالاهای ارزان قیمت چینی روبرو شد. از آن زمان کاهش هزینه‌ها، تجدید مدیریت، تمرکز بر ساخت کالاهای جدید و تکیه بر نیروی کاری ارزان قیمت و فناوری از جمله راه‌های این بخش برای رویاروی با این تغییر بوده‌است.
نام شش شرکت هندی در لیست ۵۰۰ شرکت سودده جهان در سال ۲۰۰۶ آمده‌است. که به قرار زیر هستند:
- مکان "۱۵۳"- شرکت سهامی نفت هند
- مکان "۳۴۲"- شرکت سهامی ریلاینس اینداستری
- مکان "۳۶۸"- شرکت نفتی بارات
- مکان "۳۷۸" - شرکت هندوستان پترولیوم
- مکان "۴۰۲"- شرکت سهامی نفت و گاز طبیعی هند
- مکان "۴۹۸" - بانک ایالتی هند

## ویژگی‌های اجتماعی- اقتصادی

### فقر
رشد و توسعه‌ای که اخیراً در اقتصاد هند رخ داده‌است عمدتاً برای طبقه بالا و طبقه متوسط این کشور کمک بخش بوده‌است. در حالی که فقر در هند تا حد بسیار زیادی کاهش یافته‌است، با ابن حال ۲۵٪ مردم هند هنوز هم زیر خط فقر زندگی می‌کنند. از اوائل دهه پنجاه قرن بیستم، دولتهای زیادی برنامه‌های مختلفی را تحت عنوان برنامه‌ریزی به منظور امحاء و ریشه کن‌سازی فقر انجام داده‌اند که به موفقیت‌های نسبی نیز در این خصوص دست یافته‌اند. تمام آن برنامه‌ها بر اساس راهبردهای برنامه «غذا برای کار» و «برنامه استخدام روستاییان کشور» که در دهه هشتاد برای استفاده از بیکاران به منظور ایجاد دارایی‌های سازندگی و ساختن زیرساخت‌های روستایی، طرح‌ریزی شدند، انجام شده‌اند. . در آگوست ۲۰۰۵، پارلمان هند طرح ضمانت استخدام روستتییان را تصویب کرد، که بزرگ‌ترین برنامه در نوع خود، از لحاظ هزینه و پوشش بود و استخدام۲۰۰ تا از خانوارهای ۶۰۰ منطقه هند را به گونه‌ای که حقوق حداقلی به مدت ۱۰۰ روز را به دست آورند، تضمین می‌کرد. این سؤال که آیا اصلاحات اقتصادی باعث کاهش میزان فقر شده‌است یا خیر، بحث و مناظرات زیادی را به وجود آورده‌است، بدون آنکه یک پاسخ واضح و روشنی برای آن به دست آید و حتی فشارهای زیادی را در خصوص اصلاحات اقتصادی دیگر در پی داشته‌است، بخصوص اصلاحاتی که برای کاهش کار و پایین آوردن یارانه‌های اقتصادی تنظیم شده‌اند.

### فساد

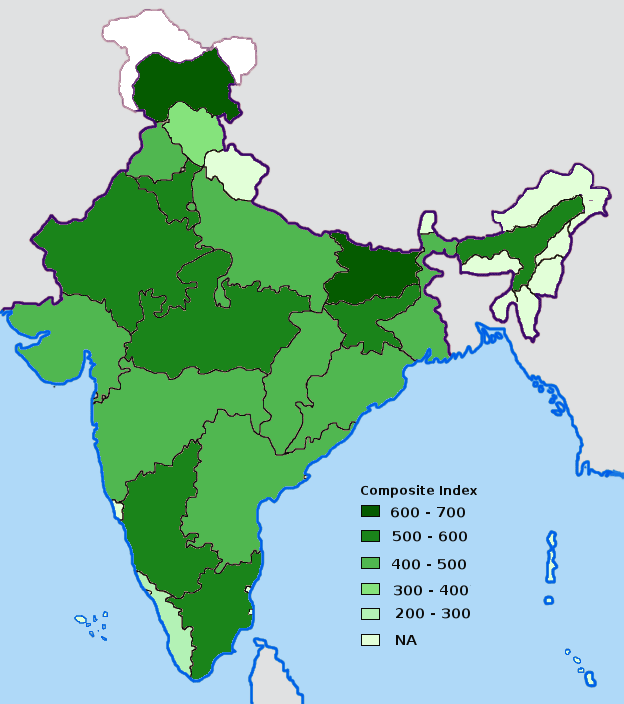
تصویر میزان فساد دراستان‌های هند، بر اساس شاخص فساد در یک بررسی که در سال ۲۰۰۵ توسط ترانسپارنس ین المللی هند انجام شده، نشان داده شده‌است. (در مناطق تاریکتر میزان فساد بیشتر است).)

فساد یکی از مسائل فراگیری بوده‌است که هند را تحت‌الشعاع خود قرار داده‌است. فساد در قالب رشوه خواری، فرار از مالیات و ضبط و ربط ارز خارجی، اختلاس مالی و غیره صورت می‌گیرد. اصلاحات اقتصادی ۱۹۹۱ تشریفات اداری، بوروکراسی و «پروانه راجه» که موانعی را بر سر راه بخش خصوصی ایجاد کرده بود و باعث و سبب فساد و بی‌کفایتی شناخته می‌شد، کاهش داد. . با وجود این، یک بررسی در سال ۲۰۰۵ که توسط ترانسپارنس بین‌المللی (TI) هند انجام شد، روشن ساخت که بیش از نیمی از موارد بررسی شده تجربه پرداخت یک بار رشوه یا سوء استفاده و اعمال نفوذ برای پیدا کردن کار در ادارات دولتی را داشته‌اند. .
عواقب اقتصادی اصلی فساد لطمه و آسیبی است که به وزارت دارایی وارد می‌شود، ایجاد یک محیط و فضای ناسالم برای سرمایه‌گذاری و افزایش هزینه خدمات یارانه‌ای دولت از جمله آن عواقب است. مطالعه و بررسی انجام شده توسط IT هند پیش‌بینی می‌کند که ارزش مالی فساد مالی کوچک در ۱۱ خدمات پایه‌ای ارائه شده توسط دولت، از قبیل آموزش و پرورش، مراقبت‌های بهداشتی، قوه قضاییه، پلیس و غیره، قریب به ۰۶۸/۲۱ کرور بوده‌است. . هند هنوز هم در سطح پایینی در میان کشورهای در حال توسعه از لحاظ انجام تجارت و کارهای اقتصادی قرار دارد. در مقایسه با چین، میانگین زمانی که برای تأمین تسویه حساب اقتصادی برای شروع به کار و کمک به ورشکستگان در هند صرف شده، به مراتب بیشتر است. .
قانون حق دسترسی به اطلاعات (۲۰۰۵) و قوانین مشابه آن در استان‌های مختلف که می‌گوید مسئولان دولتی می‌بایست اطلاعات مورد درخواست شهروندان را در اختیار آن‌ها قرار دهند و در صورت تخلف از آن با اقدامات تنبیهی مواجه می‌شوند، یارانه‌ای کردن خدمات و قوانین مختلف هیئت حاکمه مرکزی یا استانی که کمیته‌های نظارت برای آن‌ها تأسیس شده‌است، تا حد بسیار زیادی موجب کاهش فساد شده‌است یا دست کم زمینه را برای جبران خساران ناشی از فساد مهیا کرده‌است.

### اشتغال و بیکاری
بخش‌های کشاورزی و اتحادیه‌ای تقریباً ۵۷٪ کل نیروی کار را در سال‌های ۱۹۹۹–۲۰۰۰ به خود اختصاص دادند، که این میزان در مقایسه با سال‌های ۱۹۹۳–۱۹۹۴ که ۶۰٪ بود، کاهش داشته‌است. در حالی که رشد کشاورزی دچار رکود شده‌است، بخش خدمات رشد ثابتی داشته‌است. ۸٪ از کل نیروی کار در بخش‌های سازمان دهی شده مشغول به کار هستند که دو/ سوم آن در بخش دولتی مشغول هستند. یک بررسی انجام شده توسط NSSO نشان می‌دهد که در سال ۱۹۹۹–۲۰۰۰ صد و شش میلیون نفر از مردم؛ یعنی تقریباً ۱۰٪ آن‌ها بیکار بوده‌اند و نرخ کلی بیکاری ۳۲/۷٪بوده‌است: نرخ بیکاری در روستاها ۲۱/۷٪بود که نسبت به نرخ بیکاری در شهرها بود که رقم ۶۵/۷٪را نشان می‌داد، وضعیت بهتری داشت.
بیکاری در هند به صورت نیمه بیکاری، یا بیکاری سرپوش گذاشته شده دیده می‌شود. برنامه‌های دولت که برای رفع فقر و بیکاری تنظیم شده‌اند، در تلاش است با ارائه کمک‌های مالی برای راه‌اندازی شغل و کار، افزایش مهارت‌ها، برپایی موسسات مربوط به بخش دولتی، لحاظ قیود و شرایط خاص در دولت‌ها و غیره، مشکل بیکاری را از بین ببرد. کاهش نقش بخش دولتی که پس از لیبرالیسم رخ داد، نیاز به تمرکز بر آموزش و پرورش بهتر را شدت بخشیده‌است و در عین حال، باعث افزایش فشار سیاسی برای ایجاد اصلاحات بیشتر شده‌است. .

### عدم توازن منطقه‌ای
یکی از مشکلات اساسی ای که اقتصاد هند با آن مواجه‌است نوسانات و اختلافات فزاینده منطقه‌ای میان استان‌های مختلف و مناطق گوناگون هند از لحاظ درآمد سرانه، فقر و امکان ایجاد بهبود و توسعه اجتماعی-اقتصادی و زیرساختها می‌باشد. .
هدف برنامه‌های پنج- ساله آن است که از طریق افزایش توسعه صنعتی در مناطق داخلی، اختلاف‌های منطقه‌ای را از میان بردارند، اما صنایع هنوز هم ترجیح می‌دهند بر مناطق شهری و شهرهای بندری متمرکز باشند. پس از لیبراسیون، هر چه استان‌ها پیشرفته تر شده‌اند، امکان بهره‌برداری و انتفاع از آن‌ها بیشتر شده‌است، چرا که زیرساختهایی مانند بنادر توسعه یافته و پیشرفته، شهری‌سازی و نیروی کار تحصیل کرده و با مهارت به وجود آمده‌اند که بخش‌های تولیدی و خدماتی را به خود جلب می‌کنند. هیئت‌های حاکمه و اتحادیه مناطق توسعه نیافته نیز می‌کوشند از طریق ارائه معافیت مالیاتی، زمین‌های ارزان قیمت،... اختلافات را مرتفع سازند. تأکید و توجه بیشتر بر بخش‌هایی مانند گردشگری، هر چند که از لحاظ جغرافیایی و تاریخی مشخص و معلوم است، می‌تواند منبعی برای رشد باشد؛ چه این بخش سریعتر از دیگر بخش‌ها در حال رشد و توسعه‌است. .